# قرار مجلس الأمن التابع للأمم المتحدة رقم 64
أشار قرار مجلس الأمن التابع للأمم المتحدة رقم 64، المعتمد في 28 ديسمبر 1948، إلى أن هولندا لم تمتثل لمطالب الإفراج عن رئيس جمهورية إندونيسيا والسجناء السياسيين الآخرين كما صدر في قرار مجلس الأمن رقم 63. طالب القرار هولندا بإطلاق سراح هؤلاء السجناء فوراً وتقديم تقرير إلى المجلس خلال 24 ساعة.
تم تمرير القرار بأغلبية ثمانية أصوات. امتنعت بلجيكا وفرنسا والمملكة المتحدة عن التصويت.

## روابط خارجية
- نص القرار في undocs.org